# Pristiphora forsiusi
Pristiphora forsiusi är en stekelart som beskrevs av Eduard Enslin 1916. Pristiphora forsiusi ingår i släktet Pristiphora, och familjen bladsteklar. Det är osäkert om arten förekommer i Sverige.